# Westhoek (Vlaamse regio)
De Regio Westhoek is een van de 15 Vlaamse referentieregio's en bevindt zich in het westen van de Belgische provincie West-Vlaanderen, en is het Belgisch gedeelte van de Frans-Belgische regio “Westhoek”. Deze telt vier centrumsteden die een verzorgende rol hebben in de regio, met name Ieper, Veurne, Poperinge en Diksmuide. De regio valt samen met de arrondissementen Diksmuide, Ieper en Veurne, zonder Wervik.
De regio omvat enkele kustgemeenten (de “Westkust”), zuidelijk daarvan de polders, en het West-Vlaams Heuvelland. Door de Westhoek stroomt de IJzer. Het gebied ten westen van de IJzer wordt in de streektaal “Bachten de Kupe” genoemd.
De volgende 17 gemeenten maken deel uit van de Regio Westhoek:
- Alveringem
- De Panne
- Diksmuide
- Heuvelland
- Houthulst
- Ieper
- Koekelare
- Koksijde
- Kortemark
- Langemark-Poelkapelle
- Lo-Reninge
- Mesen
- Nieuwpoort
- Poperinge
- Veurne
- Vleteren
- Zonnebeke

## UNESCO Werelderfgoed
Op 20 september 2023 besliste UNESCO om 139 sites in België en Frankrijk die te maken hebben met de Eerste Wereldoorlog te erkennen als werelderfgoed. Er zijn 27 begraafplaatsen en monumenten bij die in de Westhoek liggen.

### Overzicht[2]
- Monument voor de vermisten Nieuport Memorial (Nieuwpoort)
- Duitse militaire begraafplaats Vladslo (Diksmuide)
- Crypte van de IJzertoren (Diksmuide)
- Belgische militaire begraafplaats Oeren (Alveringem)
- Belgische militaire begraafplaats Houthulst (Houthulst)
- Duitse militaire begraafplaats Langemark (Langemark-Poelkapelle)
- Canadees Monument The Brooding Soldier (Langemark-Poelkapelle)
- Gemenebest militaire begraafplaats Tyne Cot Cemetery (Zonnebeke)
- Cluster van 2 Gemenebest militaire begraafplaatsen in en rond het Doelbos (Zonnebeke) (Buttes New British Cemetery, Polygon Wood en Polygon Wood Cemetery)
- Gemenebest militaire Essex Farm Cemetery (Ieper)
- Cluster van 4 Gemenebest militaire begraafplaatsen nabij Pilkem (Ieper)
- Monument voor de vermisten Menenpoort (Ieper)
- Gemenebest militaire begraafplaats Bedford House Cemetery (Ieper)
- Cluster van 4 Gemenebest militaire begraafplaatsen nabij de Palingbeek (Ieper) (Spoilbank Cemetery, Chester Farm Cemetery, Woods Cemetery, First D.C.L.I. Cemetery, The Bluff, Hedge Row Trench Cemetery)
- Cluster van 2 militaire begraafplaatsen op de Kemmelberg (Heuvelland) (Ossuaire Kemmelberg en Monument Aux Soldats Français)
- Cluster van 2 Gemenebest militaire begraafplaatsen rond Spanbroekmolen (Heuvelland) (Spanbroekmolen British Cemetery)
- Iers monument Island of Ireland Peace Tower (Mesen)
- Gemenebest militaire begraafplaats Lijssenthoek (Poperinge)